# ČZ 125 B
ČZ 125 B je jednomístný motocykl, vyvinutý Českou zbrojovkou Strakonice, vyráběný v roce 1947. Jeho předchůdcem byl model ČZ 125 A, vyráběný v letech 1946–1947, nástupcem se stal model ČZ 125 T vyráběný v letech 1948–1949, vybavený již místo typické přední vahadlové vidlice vidlicí teleskopickou konstruktéra J. F. Kocha.
Dvoudobý, vzduchem chlazený jednoválec 123 cm³ s třístupňovou převodovkou, sekundární převod řetězem. Bylo vyrobeno asi 10 tisíc kusů.

## Technické parametry
- Rám: trubkový, ocelový, svařovaný
- Suchá hmotnost: 76 kg
- Maximální rychlost: 80 km/h
- Spotřeba paliva: 2,0 l/100 km

## Fotogalerie

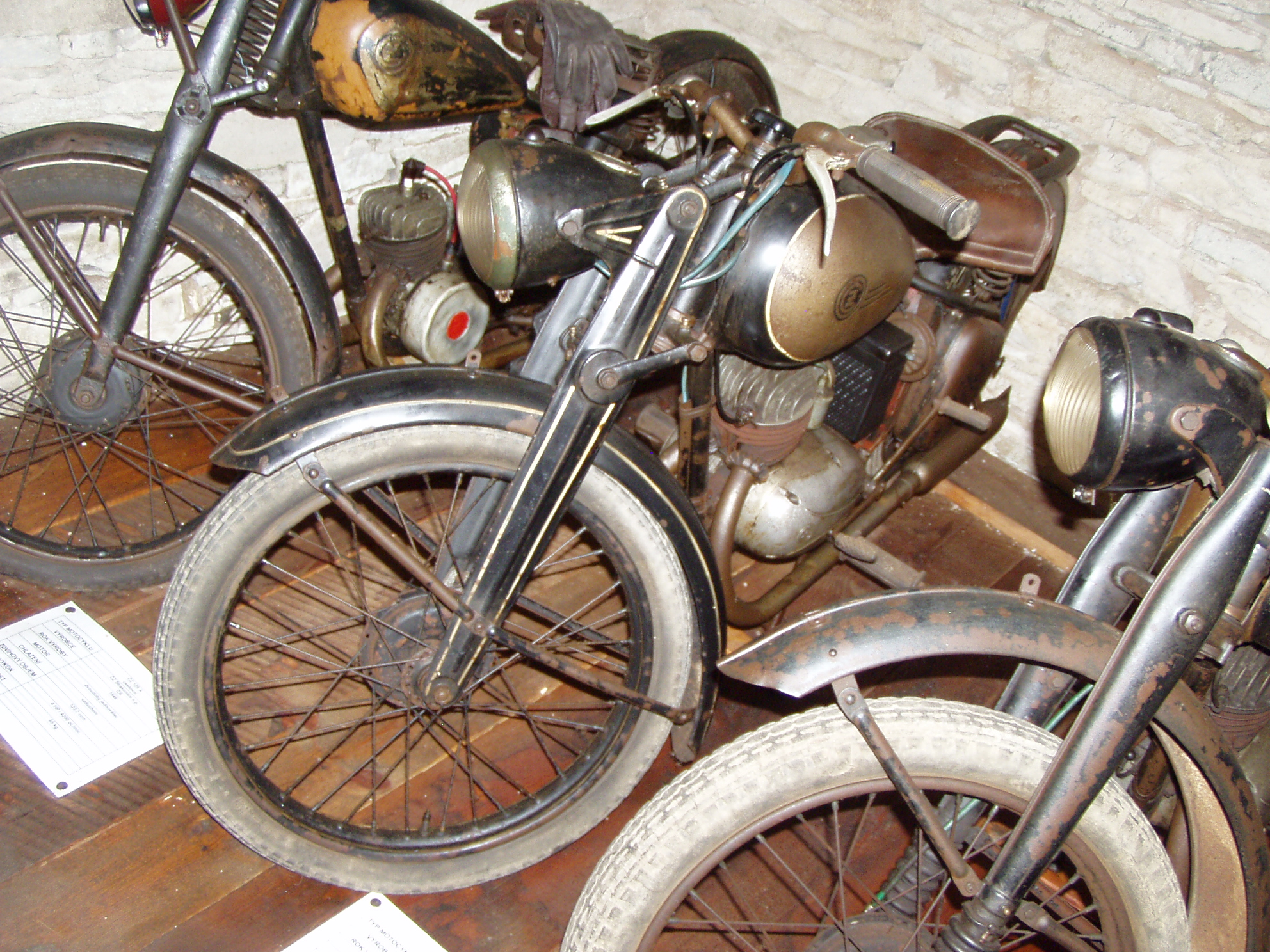
ČZ 125 B
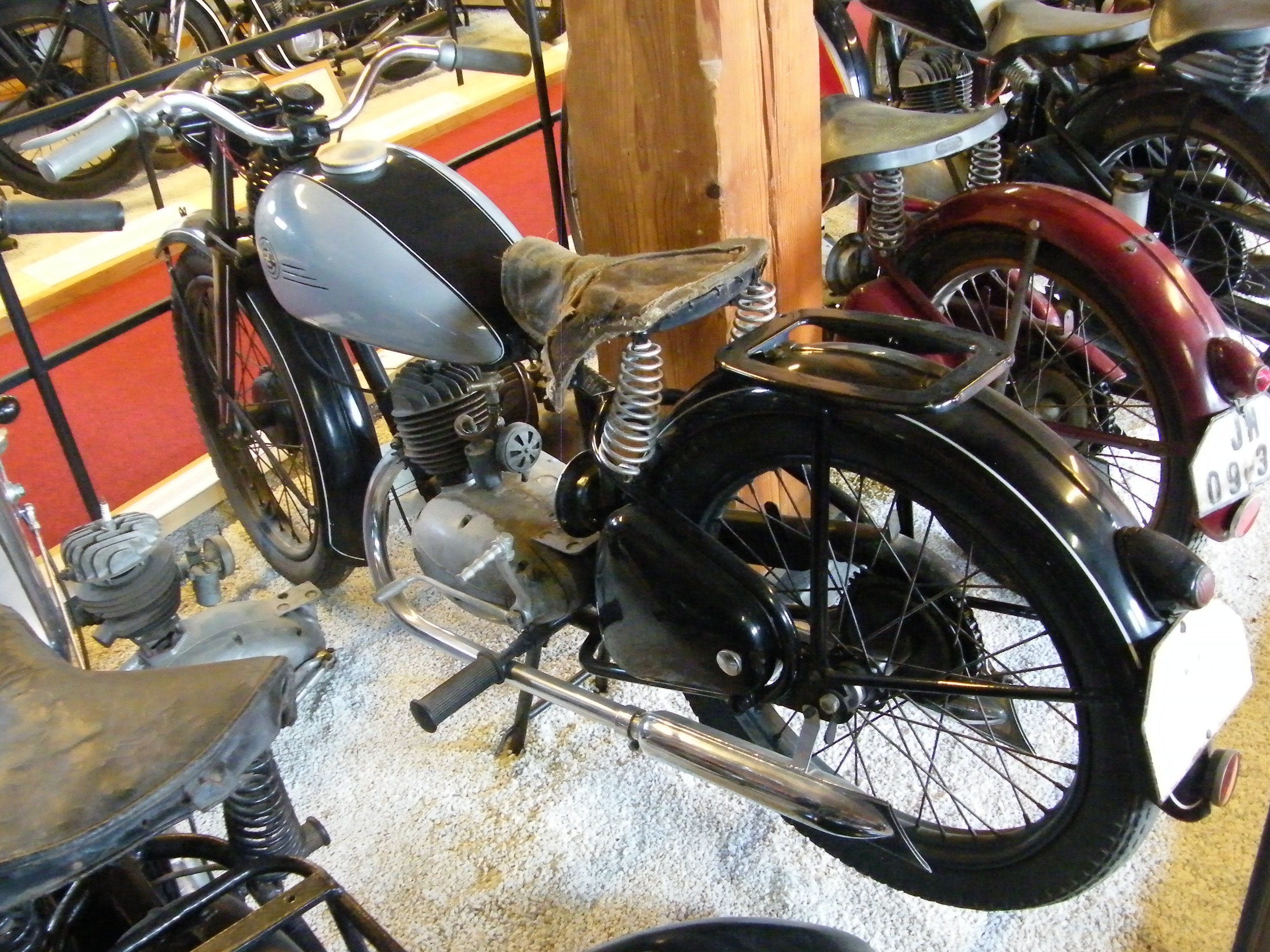
ČZ 125 B